# Bottom of the 9th
Bottom of the 9th è un videogioco di baseball del 1996 sviluppato e pubblicato da Konami per PlayStation e Sega Saturn. Basato sul videogioco arcade del 1989 Bottom of the ninth, nel 1999 il gioco ha ricevuto una conversione per Nintendo 64.